# Aristotelism

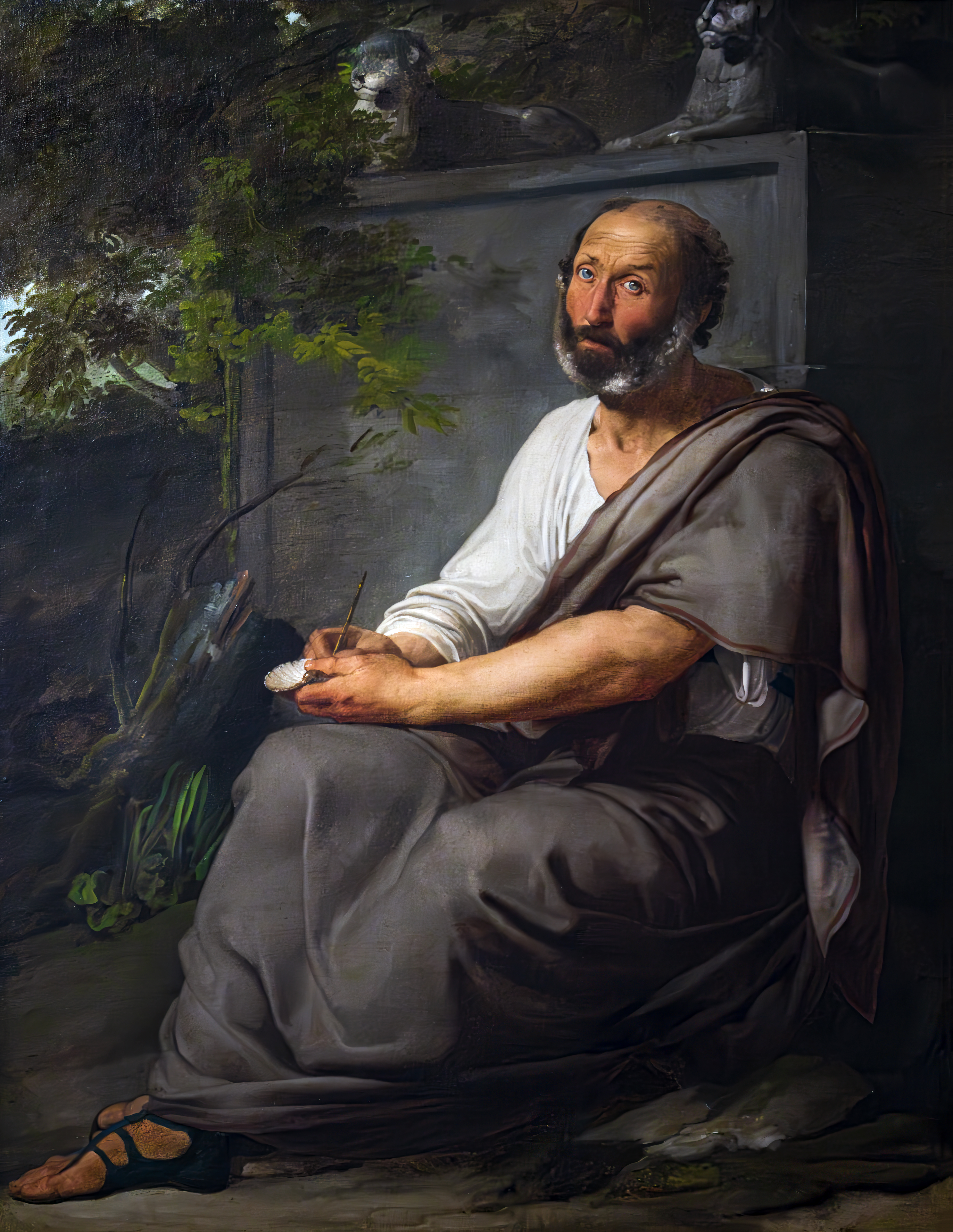
Aristotel de Francesco Hayez

Aristotelismul este o tradiție filosofică, care este inspirată de opera filosofică a filosofului din Grecia antică, cunoscutul Aristotel. Opera lui Aristotel era inițial promovată și apărată de reprezentanții Școlii peripatetice și ulterior de către neoplatonici, care au produs multe din comentariile referitoare la opera filosofului.
În lumea islamică, lucrările lui Aristotel au fost traduse în limba arabă, iar datorată cunoscuților filosofi Al-Kindi, Al-Farabi, Avicenna și Averroes, aristotelismul a devenit o parte importantă a filosofiei islamice timpurii. Deși anumite părți ale operei filosofice aristoteliene fuseseră cunoscute vestului Europei din antichitate, doar după traducerile extensive în limba latină făcute în secolul al 12-lea, opera completă și comentariile largi privind opera sa, făcute de acei mari învățați arabi, au devenit larg accesibile. Cunoscuții filosofi vestici, precum Albertus Magnus și Thomas Aquinas au interpretat și sistematizat lucrările lui Aristotel conform teologiei creștine.

## Vezi și
- Hilomorfism
- Phronesis
- Platonism